# Łukasz Simlat
Łukasz Simlat est un acteur polonais, né le 11 décembre 1977 à Sosnowiec.

## Filmographie
partielle
- 2019 : Żelazny Most : Oskar
- 2019 : La Communion : Père Tomasz
- 2016 : United States of Love : Jacek
- 2013 : Aime et fais ce que tu veux : Michał Raczewski
- 2011 : Wymyk : Jerzy Firlej
- 2006 : Kochankowie z Marony : Arek
- 2022 : Elles brillent (Brokat) : Adam (10 épisodes)

## Récompenses et distinctions
- Meilleur second rôle masculin pour le rôle de Marek dans United States of Love au Festival du film polonais de Gdynia de 2016.